# Dirt Rally 2.0
Ne doit pas être confondu avec Colin McRae Rally 2.0.
Dirt Rally 2.0 (typographié DiRT RALLY 2.0) est un jeu vidéo de course développé et édité par Codemasters, sorti en 2019 sur Windows, PlayStation 4 et Xbox One.
Le jeu est le treizième titre de la série Colin McRae Rally et le septième à porter le nom de Dirt. Il succède à Dirt Rally et met l'accent sur la simulation de conduite réaliste. À sa sortie, Dirt Rally 2.0 est bien accueilli par la presse spécialisée, qui salue le réalisme de la sensation de conduite.

## Système de jeu

### Généralités
Dirt Rally 2.0 est un jeu vidéo de course automobile en trois dimensions, concentré sur le Rallye et le Rallycross. Le but du jeu est d'incarner un pilote créé par le joueur et d'affronter d'autres adversaires sur les routes fermées ou circuits proposés par le jeu. Six types de vues sont proposées : une vue arrière rapprochée ou éloignée de la voiture, une vue depuis le pare-chocs, une vue depuis le capot, et une vue interne depuis l'habitacle avec ou sans volant.
Le jeu dispose également d’un nouveau système de modélisation météorologique où les changements météorologiques affectent le niveau relatif d’adhérence et obligent les joueurs à adopter une approche plus nuancée de la conduite. Les conditions météorologiques affectent également la visibilité par étapes. La surface des étapes est également sujette à la dégradation, plus de voitures passent sur une étape, plus la surface de la route va commencer à se dégrader, affectant les niveaux d’adhérence. Le gameplay exige donc une concentration maximale, d’autant plus que certaines étapes peuvent prendre plus de dix minutes à être complétés. Il n’y a pas de fonction de retour en arrière en cas d'accident et les dommages ont non seulement un effet visuel mais aussi mécanique, avec la possibilité de subir des "dégâts irréparables", qui entraînent l'abandon.

### Format de course

#### Rallye
Les joueurs participent à des épreuves chronométrées sur asphalte et hors route dans des conditions météorologiques variables. Le jeu propose des étapes en Argentine, Australie, Nouvelle-Zélande, Pologne, Espagne et aux États-Unis. Codemasters a également annoncé son intention d’étendre le jeu grâce à la sortie de contenu téléchargeable et aux étapes de sortie en Finlande, en Allemagne, en Grèce, à Monte-Carlo, en Suède et au Pays de Galles. Ces étapes sont des versions remastérisées des étapes incluses dans le Dirt Rally original.
Sont inclus les voitures de rallye historiques des années 1960 à 1980, les voitures de rallye des groupes A, B et R, et les voitures de rallye modernes des années 1990 à la fin des années 2010. Chaque voiture peut avoir sa configuration ajustée avant une course. Le paquet final de DLC a été annoncé en Janvier 2020 et est intitulé "Colin Mcrae : Flat Out". Il dispose d’un nouvel emplacement à Perth et Kinross en Écosse, des voitures conduites par Colin Mcrae et un mode scénario où les joueurs rejouent des moments de la carrière de Mcrae.

#### Rallycross
Dirt Rally 2.0, disposant de la licence de la FIA, société organisatrice du Championnat du monde de Rallycross, prend pour cadre un mélange de la saison 2018 et de la saison 2019 de cette compétition. Le joueur peut ainsi disputer des courses sur onze des douze circuits composant le championnat 2018, ainsi que sur le circuit d'Abu Dhabi, ajouté lors de la saison 2019. Sur les treize circuits de Rallycross disponibles, huit sont inclus dans le jeu de base et quatre sont achetables dans des contenus téléchargeables. Dans ce mode, Dirt Rally 2.0 permet au joueur de choisir parmi quatre catégorie de voitures :
- RX Super 1600s : Toutes en traction et d'une puissance d'environ 225 ch, cette catégorie est réservée au voitures ne dépassant pas les 1 600 cm3, et n'est pas présente dans le Championnat du monde de Rallycross, mais en Championnat d'Europe de Rallycross.
- Cross Kart
- RX2 : Catégorie uniquement disputée avec la Ford Fiesta OMSE Supercar Lites, propulsée par un moteur atmosphérique de 2 400 cm3 développant 310 ch en quatre roues motrices.
- Supercar : Voitures les plus puissantes du jeu, elles développent une puissance pouvant aller jusqu’à 600 ch pour des moteurs turbocompressés de 2 000 cm3.

### Modes de jeu

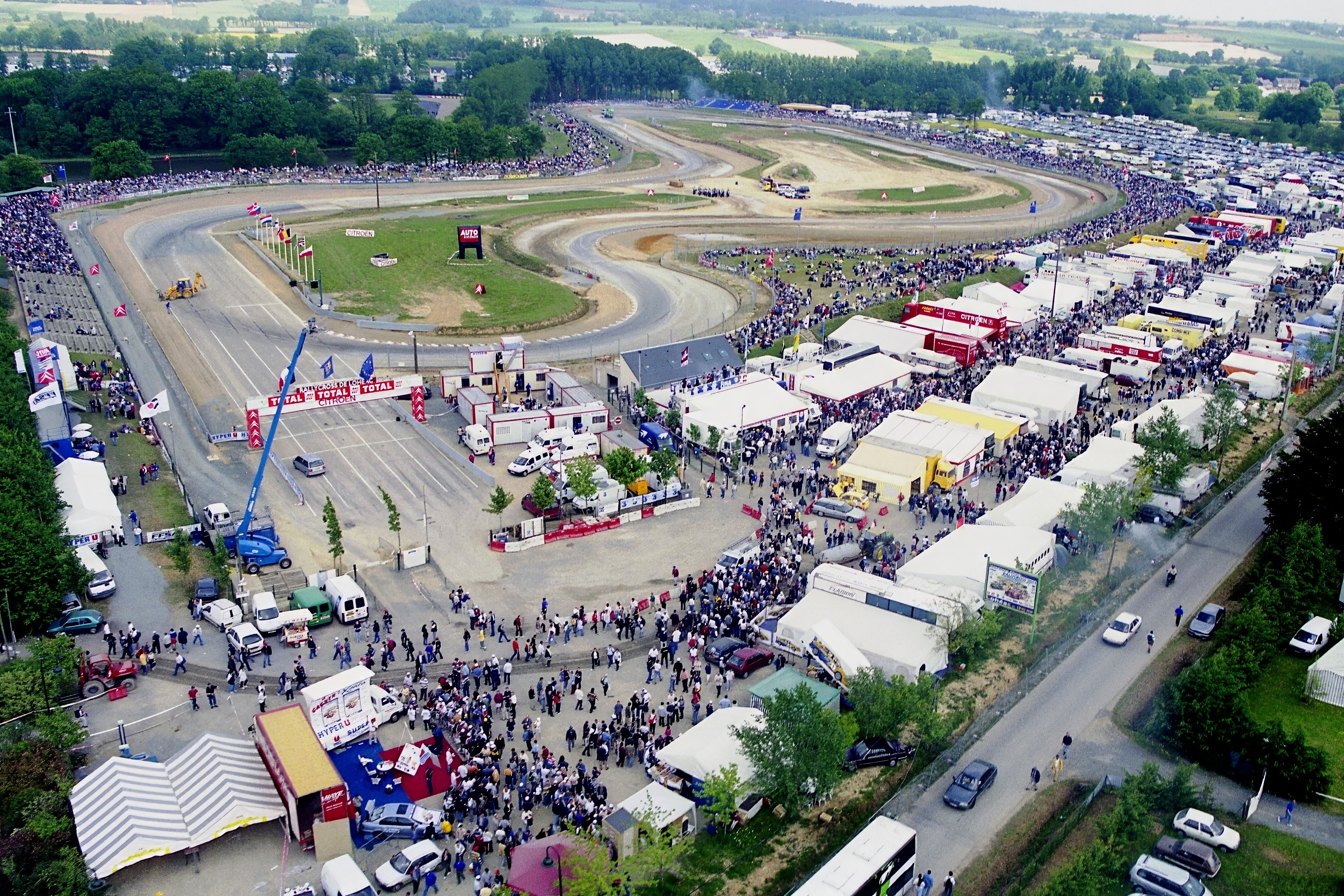
Le circuit de Lohéac, disponible dans Dirt Rally 2.0.

#### Mon Écurie
Le mode "Mon écurie" introduit dans Dirt 4 est élargi, ce qui oblige les joueurs à embaucher des ingénieurs spécialisés pour entretenir la voiture. Toutefois, d’autres éléments tels que la personnalisation des livrées, la signature des sponsors et l’agrandissement des installations de l’équipe ont été supprimés. Les dommages subis lors d’un rallye se répercutent d’un événement à l’autre. Les joueurs sont également en mesure de faire un plus large éventail de choix stratégiques, tels que les choix de pneus : les pneus plus souples offrent plus d’adhérence mais s’usent plus rapidement, tandis que les pneus plus durs sont plus durables mais produisent des temps d’étape plus lents.

#### Historique
Le joueur peut choisir de participer à des épreuves de rallye historiques de toutes époques.

#### FIA World Rallycross Championship
Le mode "FIA World Rallycross Championship" permet de participer au Championnat du monde de Rallycross avec une Supercar.

#### Personnalisé
Le joueur peut choisir parmi tous les circuits et voitures du jeu pour créer un championnat personnalisé d'une ou plusieurs course / étape.

#### Contre-la-montre
Le joueur a cinq tours pour réaliser le meilleur temps avec la voiture de son choix sur le circuit ou étape qu’il souhaite.

### Véhicules

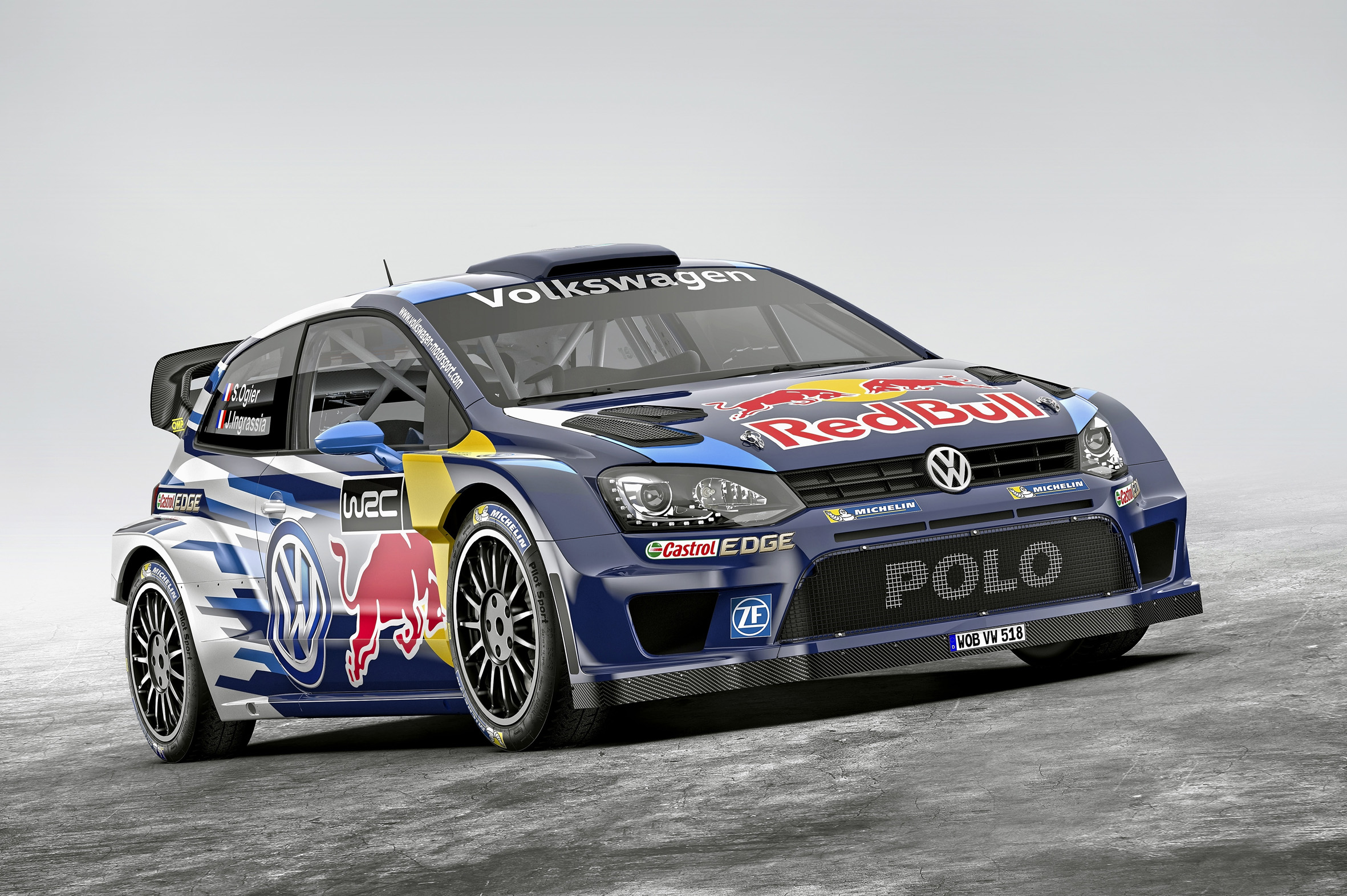
La Volkswagen Polo GTI R5 présente sur la jaquette du jeu.

### Bande-son

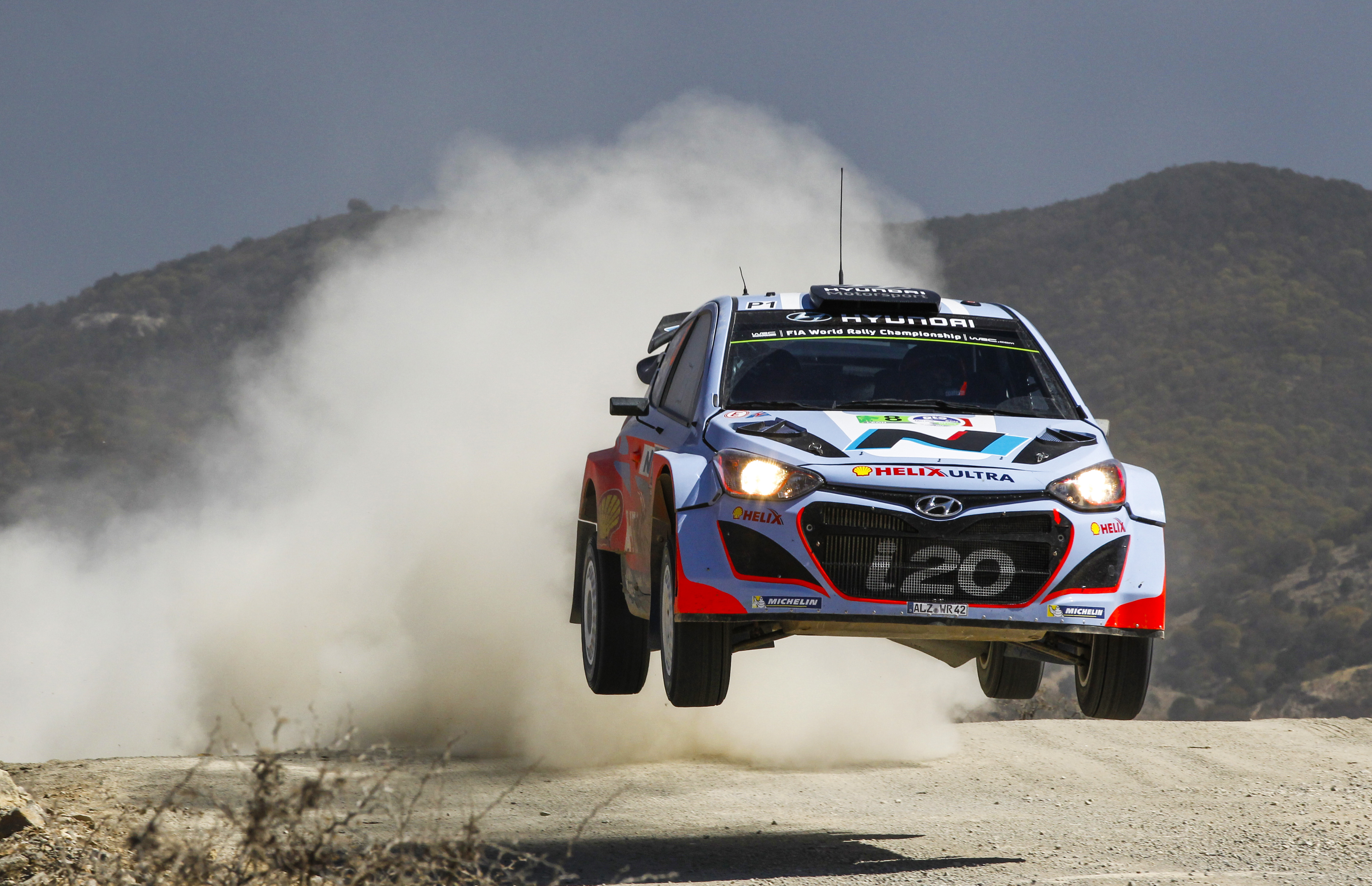
Stéphane Prévot (ici avec Chris Atkinson dans une Hyundai i20 WRC en 2014) prête sa voix dans le jeu Dirt Rally 2.0.

## Contenu

### Tracés
- Contenu additionnel uniquement